# Spore Creature Keeper
Spore Creature Keeper é um jogo de computador estadunidense desenvolvido pela Maxis e publicado pela Electronic Arts que fora cancelado. Seria um spin-off do jogo de 2008 Spore. Feito para crianças, a jogabilidade era fortemente baseada no The Sims 3, famoso jogo pertencente a Maxis. Estava planejado para ser lançado no verão (no hemisfério norte) de 2009, porém teve seu desenvolvimento cancelado.